# Gina Forsyth
Gina Forsyth est une autrice-compositrice-interprète et musicienne américaine.

## Biographie
Gina Forsyth est une guitariste et violoniste de musique cajun originaire de Louisiane. Elle vit à Breaux Bridge.

## Carrière musicale
Gina Forsyt est considérée comme l'une des meilleures violonistes de musique cajun de Louisiane. Elle accompagne au violon le Bruce Daigrepont Cajun Band. Elle se produit également en trio avec l'accordénoniste Cameron Dupuy, et son père, Michael Dupuy, à la guitare. Elle forme le groupe Malvinas avec Beth Cahill et Lisa Markley.
Parmi de nombreuses autres collaborations musicales, la musicienne a accompagné sur scène les artistes Sheryl Cormier, Paul Daigle, Waylon Thibodeaux et le groupe de rock cajun, Mamou. 
Gina Forsyt a notamment participé aux tournées du New Orleans Jazz & Heritage Festival, du Rocky Mountain Folks Festival, du Kerrville Folk Festival, du Falcon Ridge Folk Festival et du Rockwood Music Hall.  

## Discographie

### Albums solo
- 2007 : You Are Here, Waterbug Records
- 2012 : Promised Land, Waterbug Records
- 2015 : Mid-City Aces avec Cameron Dupuy et  Michael Dupuy, Mid-City Aces Music
- 2016 : Copper Rooster and Other Tunes and Tales, Gina Forsyth

### Malvinas
- 2006 : Im Not Like This
- 2018 : God Bless the Grass, Soona